# Lill-Sjouten
Lill-Sjouten är en sjö i Strömsunds kommun i Jämtland och ingår i Ångermanälvens huvudavrinningsområde. Sjön har en area på 0,887 kvadratkilometer och ligger 482 meter över havet. Lill-Sjouten ligger i Frostvikenfjällen Natura 2000-område. Sjön avvattnas av vattendraget Gransjöån.

## Delavrinningsområde
Lill-Sjouten ingår i det delavrinningsområde (716765-145121) som SMHI kallar för Utloppet av Lill-Sjouten. Medelhöjden är 582 meter över havet och ytan är 10,26 kvadratkilometer. Räknas de 44 avrinningsområdena uppströms in blir den ackumulerade arean 146,2 kvadratkilometer. Gransjöån som avvattnar avrinningsområdet har biflödesordning 4, vilket innebär att vattnet flödar genom totalt 4 vattendrag innan det når havet efter 287 kilometer. Avrinningsområdet består mestadels av skog (69 procent) och sankmarker (23 procent). Avrinningsområdet har 0,88 kvadratkilometer vattenytor vilket ger det en sjöprocent på 8,6 procent.